# Ruivães (Vila Nova de Famalicão)
Ruivães ist ein Ort und eine ehemalige Gemeinde (Freguesia) im Norden Portugals.
Ruivães gehört zum Kreis Vila Nova de Famalicão im Distrikt Braga. Die Gemeinde hatte eine Fläche von 3,1 km² und 1917 Einwohner (Stand 30. Juni 2011).
Am 29. September 2013 wurden die Gemeinden Ruivães und Novais zur neuen Gemeinde União das Freguesias de Ruivães e Novais zusammengeschlossen. Ruivães ist Sitz dieser neu gebildeten Gemeinde.